# Међународни супервизор за Брчко
Међународни супервизор за Брчко (енгл. International Supervisor for Brčko) представник је међународне заједнице у Брчко Дистрикту Босне и Херцеговине.
До 2020. сви међународни супервизори били су из Сједињених Држава, док су њихови главни замјеници били из земаља Европске уније. Међународни супервизор за Брчко је уједно и главни замјеника високог представника за Босну и Херцеговину.

## Суспензија
Након састанка Савјета за спровођење мира 23. маја 2012, одлучено је да се суспендује, а не укида, мандат међународног супервизора за Брчко. Арбитражни трибунал за Брчком, заједно са суспендованом супервизијом за Брчко, и даље ће постојати.

## Списак међународних супервизора
| #   | Име                   | Почетак             | Крај              | Држава           |
| --- | --------------------- | ------------------- | ----------------- | ---------------- |
| 1.  | Роберт Вилијам Фаранд | 7. март 1997.       | 2. јун 2000.      | Сједињене Државе |
| 2.  | Гери Л. Метјуз        | 2. јун 2000.        | 14. март 2001.    | Сједињене Државе |
| 3.  | Хенри Ли Кларк        | 20. април 2001.     | 1. октобар 2003.  | Сједињене Државе |
| 4.  | Сузан Роквел Џонсон   | 16. јануар 2004.    | 1. октобар 2006.  | Сједињене Државе |
| 5.  | Рафи Грегоријан       | 1. октобар 2006.    | 2. август 2010.   | Сједињене Државе |
| 6.  | Родерик В. Мур        | 22. септембар 2010. | 21. октобар 2013. | Сједињене Државе |
| 7.  | Тамир Џ. Васер        | 21. октобар 2013.   | август 2014.      | Сједињене Државе |
| 8.  | Дејвид М. Робинсон    | 1. септембар 2014.  | јун 2015.         | Сједињене Државе |
| 9.  | Брус Џ. Бертон        | 2. септембар 2015.  | октобар 2017.     | Сједињене Државе |
| 10. | Денис В. Херн         | октобар 2017.       | новембар 2018.    | Сједињене Државе |
| 11. | Мајкл Скенлан         | фебруар 2019.       | тренутно          | Сједињене Државе |